# 2024년 미국 하원의원 선거
2024년 미국 하원의원 선거는 2024년 11월 5일에 대선과 상원 총선과 동시에 실시된 선거이다.

## 선거 결과
| ↓      |        |  |
| 220    | 215    |  |
| 공화당 | 민주당 |  |